# Miguel Ángel Rodríguez (Squashspieler)
Miguel Ángel Rodríguez Forero (* 20. Dezember 1985 in Bogotá) ist ein kolumbianischer Squashspieler.

## Karriere
Seine professionelle Karriere begann Miguel Ángel Rodríguez in der Saison 2005 und gewann bislang 31 Turniere auf der PSA World Tour, vornehmlich in Südamerika. Seine höchste Platzierung in der Weltrangliste erreichte er mit Rang vier im Juni 2015. Damit wurde er der beste Südamerikaner in der Historie der PSA-Weltrangliste.
Bei den Panamerikanischen Spielen gewann er 2007 und 2011 insgesamt drei Medaillen. 2007 erreichte er in Rio de Janeiro im Einzel das Halbfinale und erhielt dadurch die Bronzemedaille. Mit der kolumbianischen Mannschaft gewann er nach einem Sieg über Kanada Gold. In Guadalajara gewann er 2011 im Einzel seine zweite Goldmedaille. Er bezwang im Finale César Salazar. 2015 verteidigte er seinen Titel mit einem Finalsieg gegen Diego Elías, während er 2019 Elías im Finale unterlag. Mit Catalina Peláez gewann er im erstmals ausgetragenen Mixed die Goldmedaille, mit der Mannschaft wurde er Zweiter. Bei den Südamerikaspielen 2010 gewann er in Medellín die Goldmedaille in den Disziplinen Einzel, Mannschaft und Mixed. Von 2012 bis 2014 wurde er dreimal in Folge Panamerikameister. Auch im Mixed gewann er in diesen drei Jahren sowie nochmals 2018 und 2022 den Titel. Den ersten Titel gewann er mit Maria Alejandra Porras, die drei darauffolgenden mit Catalina Peláez und den fünften im Jahr 2022 schließlich mit Lucía Bautista. Mit der kolumbianischen Nationalmannschaft nahm er an den Weltmeisterschaften 2013, 2019 und 2024 teil. Bei den World Games 2013, 2022 und 2025 gewann er jeweils die Bronzemedaille. Bei den Panamerikanischen Spielen 2023 in Santiago de Chile gewann Rodríguez erneut Silber im Einzel. Im Mixed belegte er mit Catalina Peláez den Bronzerang, während er mit der Mannschaft Gold gewann.
2018 gewann er als erster Südamerikaner und gleichzeitig erster ungesetzter Spieler die British Open.

## Erfolge
- Panamerikameister: 3 Titel (2012–2014)
- Panamerikameister im Mixed: 5 Titel (2012–2014, 2018, 2022)
- Panamerikameister mit der Mannschaft: 2022, 2023
- Gewonnene PSA-Titel: 31
- World Games: 3 × Bronze (2013, 2022, 2025)
- Panamerikanische Spiele: 4 × Gold (Einzel 2011 und 2015, Mixed 2019, Mannschaft 2007 und 2023), 3 × Silber (Einzel 2019 und 2023, und Mannschaft 2019), 2 × Bronze (Einzel 2007, Mixed 2023)
- Südamerikaspiele: 3 × Gold (Einzel, Mannschaft und Mixed 2010)
- Zentralamerika- und Karibikspiele: 4 × Gold (Einzel 2010, 2014 und 2018, Mannschaft 2002), 6 × Silber (Doppel 2010, Mixed 2018, Mannschaft 2006, 2010, 2014 und 2018), 3 × Bronze (Einzel und Doppel 2006, Mixed 2014)